# Curse of the Azure Bonds
Curse of the Azure Bonds est un jeu vidéo de rôle développé et publié par Strategic Simulations en 1989. Comme son prédécesseur, Pool of Radiance, il utilise le moteur de jeu Gold Box et est basé sur le jeu de rôle médiéval-fantastique Donjons et Dragons publié par TSR. Le jeu prend place dans l'univers fantastique des Royaumes oubliés, l'action débutant dans la cité de Tilverton puis se déroulant principalement dans le royaume de Cormyr et la région des Vaux, au centre du continent de Féérune.

## Trame

### Univers
Curse of the Azure Bonds prend place dans les Royaumes oubliés, un décor de campagne médiéval-fantastique du jeu de rôle Donjons et Dragons. L’action du jeu se déroule principalement dans le royaume de Cormyr et dans la région des Vaux, au centre du continent de Féérune. Le joueur débute l’aventure dans la cité de Tilverton puis peut explorer d’autres lieux en progressant dans l’aventure, comme les cités de Shadowdale et d’Ashabenford, une forêt elfique, la forteresse de Zhentil, le temple de Yulash et à la citadelle de Hap.

### Scénario
Au début du jeu, les personnages contrôlés par le joueur - des aventuriers de grand renom - se réveillent dans une taverne de la cité de Tilverton en ayant perdu la mémoire et leur équipement. Un passant les informe alors qu'ils sont restés inconscients pendant plus d'un mois après avoir été attaqués puis capturés lors de leur voyage vers Tilverton. Ils découvrent également d'étranges tatouages, composés de cinq marques de couleur bleu azur, sur leur bras. En consultant le sage Filani, ils apprennent que ces marques sont le résultat d'une malédiction lancé par cinq factions démoniaques, grâce à laquelle ces dernières peuvent prendre possession des aventuriers,. La première marque les forcent ainsi à attaquer le carrosse du roi, provoquant un combat contre la garde royale. Les héros partent alors à la recherche d'une première faction, une bande d’assassins connu sous le nom de Fire Knives. Après les avoir vaincus et s'être débarrassé de la première marque, le groupe est banni de Tilverton pour avoir essayé de tuer le roi. Ils peuvent alors voyager jusqu'à Shadowdale ou à Ashabenford pour tenter de se débarrasser des marques restantes.

## Système de jeu
Comme celui de Pool of Radiance, le système de jeu de Curse of the Azure Bonds est basé sur les règles du jeu de rôle Donjons et Dragons. Le joueur contrôle un groupe pouvant compter jusqu’à six personnages et doit explorer le monde du jeu, combattre des monstres et accomplir des quêtes pour progresser dans le jeu. Il se distingue de son prédécesseur en introduisant un certain nombre de nouveautés et d’améliorations comme l’ajout de deux nouvelles classes de personnages — le rôdeur et le paladin — ainsi que des sorts plus puissants et de nouvelles créatures,. Il devient également possible de créer un personnage humain multi-classé. Au niveau de l'interface, une nouvelle commande, permettant de soigner les personnages très rapidement lorsqu'un prêtre ou un paladin se trouve dans le groupe, fait son apparition.

### Personnages
Comme dans Pool of Radiance, le jeu commence par une phase de création des personnages lors de laquelle il peut choisir la race, le sexe, la classe, les caractéristiques, l'alignement et l'apparence de ces derniers. Six races — humain, elfe, nain, gnome, halfelin et demi-elfe — et six classes — guerrier, prêtre, magicien, voleur, paladin et ranger — sont ainsi disponibles dans le jeu. Les personnages ont de plus la possibilité d'être multi-classes, leur permettant de disposer des capacités de plusieurs classes en même temps. Lors de la création d'un personnage, ses caractéristiques sont générées de manière aléatoire par l'ordinateur mais le joueur peut les ajuster s'il le souhaite. Le joueur choisit également l'alignement de ses personnages, c'est-à-dire sa philosophie morale, qui influence les réactions des personnages non-joueur face au groupe. Le joueur peut enfin personnaliser l'apparence et la couleur des icônes représentant chaque personnage. Alternativement, le joueur peut également importer un groupe de personnages depuis Pool of Radiance ou Hillsfar, ces derniers conservant alors leur expérience mais pas leur équipement. En progressant dans le jeu, les personnages contrôlés par le joueur gagnent de l'expérience qui leur permet de devenir plus puissants. La quantité de points d'expérience dont ceux-ci disposent détermine le niveau du personnage, chaque passage à un niveau supérieur donnant accès à un entrainement lui permettant de devenir plus puissant. Cet entrainement s'effectue dans une zone spécifique. En plus de l'entrainement, les magiciens peuvent apprendre de nouveaux sorts en les transcrivant à partir de parchemin trouvé en explorant la région. Pour renforcer ses personnages, le joueur peut également les équiper d'armes et d'armures qu'il peut trouver sur les cadavres d'ennemis tuer au combat ou acheter chez un marchand.

### Exploration
Lors des phases d'exploration, le monde du jeu s'affiche en trois dimensions avec un rectangle en haut à gauche de l'écran affichant ce que voit le groupe, le reste de l'écran étant occupé par des informations textuelles concernant le groupe et la zone explorée. Le joueur peut accéder à des menus pour donner des ordres à ses personnages : utiliser, échanger, acheter ou vendre un objet, parlementer avec un ennemi, et apprendre ou lancer un sort. Le joueur peut observer les déplacements des personnages suivant différents angles, incluant une vue aérienne. Le jeu utilise trois différentes versions de chaque sprites pour indiquer la différence de distance séparant le groupe des prochaines rencontrent.

### Combats
Lors des phases de combat, le jeu s'affiche en vue du dessus en perspective dimétrique. Le joueur peut alors décider quelles actions vont réaliser ses personnages à chaque tour, ses actions prenant effet immédiatement et non à la fin du tour comme c'est souvent le cas dans d'autres jeux de rôle. Optionnellement, le joueur peut laisser l'ordinateur décider des mouvements des personnages à chaque tour. Si les points de vie d'un personnage descendent en dessous de zéro, il doit être soigné par un autre personnage sous peine de mourir. Différentes options sont disponibles en fonction de la classe des personnages. Ainsi, un guerrier peut s'armer d'une arme de mêlée ou de tir à distance, les magiciens peuvent lancer des sorts et les voleurs peuvent attaquer en traître un ennemi. En gagnant des niveaux, les guerriers deviennent capables d'attaquer plus d'une fois par tour et de « balayer » les ennemis proches, attaquant ainsi plusieurs créatures d'un coup. Les magiciens peuvent mémoriser et lancer un certain nombre de sorts chaque jour. Une fois lancé, un sort doit à nouveau être mémorisé avant d'être réutilisé. Cela nécessite une heure de repos pour l'ensemble du groupe, lors de laquelle ils restent à leur campement. Ce repos permet également de soigner les personnages blessés.

## Versions
Les versions Apple II, Commodore 64 et MS-DOS du jeu sont publiées en 1989. Le jeu est ensuite porté sur Amiga et Macintosh en 1990 puis sur Atari ST en 1991. Une version destinée à la SNES de Nintendo est également envisagée, pour faire suite à l'adaptation sur NES de Pool of Radiance, mais celle-ci est finalement abandonnée.

## Accueil
| Curse of the Azure Bonds |    |       |
| Sur PC (1989)            |    |       |
| ACE                      | GB | 76 %  |
| CU Amiga                 | GB | 89 %  |
| Dragon Magazine          | US | 5/5   |
| Tilt                     | FR | 15/20 |
| The Games Machine        | GB | 90 %  |
| Zzap!64                  | GB | 86 %  |
| Sur Amiga (1991)         |    |       |
| Amiga Action             | US | 72 %  |
| Zzap!64                  | GB | 71 %  |

Au total, 179 795 copies du jeu sont vendues par Strategic Simulations, dont 68 622 copies sur Commodore 64.
Rétrospectivement, la journaliste Scorpia du magazine Computer Gaming World note que cette première suite de Pool of Radiance bénéficie d’un scénario un peu plus travaillé et d’un système de combat amélioré, avec moins d’ennemis par combat et donc des affrontements moins lents. Elle estime en revanche que le jeu est plus linéaire que son prédécesseur et que, malgré quelques quêtes secondaires intéressante, il reste principalement centré sur du hack 'n' slash avec une confrontation finale classique contre un gros méchant.

## Postérité

### Suites
Curse of the Azure Bonds est le deuxième opus d'une série de quatre jeux vidéo de rôle développé par Strategic Simulations et se déroulant dans le décor de campagne Donjons et Dragons des Royaumes oubliés. Il est ainsi suivi de Secret of the Silver Blades (1990) et de Pools of Darkness (1991).

### Adaptations
Le jeu est adapté du roman Azure Bonds, premier livre d'une trilogie The Finder"s Stone écrit par Jeff Grubb et Kate Novak, et édité en 1988 par TSR.
Dans celui-ci, l'héroine - baptisé Alias - est une belle jeune femme grande avec des cheveux roux blond et des yeux verts. Elle se réveille dans une taverne en ayant perdu la mémoire et se découvre d'étrange tatouages sur son avant-bras droit, composés de cinq marques de couleur bleu azur.
Elle se réveille auprès du mage Akabar Bel Akash, du halfelin Olive Ruskettle et d'une créature connue sous le nom de Dragonbait.
Ce dernier est un mâle sauron, une sorte d'homme-lézard, paladin du Dieu de la loi de ce monde, Tyr. Dragonbait devient pratiquement son garde du corps.
Alias va tenter de retrouver sa mémoire, découvrir la provenance de ses tatouages, d'en comprendre leur sens,  et de donner un sens à son existence.